# Всероссийское Александро-Невское братство трезвости
Всеросси́йское Алекса́ндро-Не́вское бра́тство тре́звости (до 1914 года — Александро-Невское общество трезвости) — крупнейшее общество трезвости дореволюционной России с числом членов, по некоторым данным, около 140 тысяч.

## История
Александро-Невское общество трезвости было основано 30 августа 1898 года при храме Воскресения Христова у Варшавского вокзала в Санкт-Петербурге священником Александром Васильевичем Рождественским. Расположенное на промышленной окраине города, оно имело целью избавление от пьянства рабочих крупных промышленных предприятий Петербурга.
За первые 10 лет существования общества было зарегистрировано около 600 тысяч трезвенных обещаний, проведено около 15 тысяч бесед и поучений, как церковных, так и внецерковных, организовано около 30 религиозных процессий, в каждой из которых участвовало не менее 100 000 человек. За первые 10 лет существования было издано 265 названий книг и брошюр и 3 периодических журнала, было открыто 7 библиотек, 5 школ и детский сад. В 1911—1914 ежегодно в общество записывалось более 35 000 человек; трезвенников же, дававших обет, но не делавших взноса, насчитывалось в год до 40 000. На деньги членов общества было построено существующее здание храма Воскресения Христова. Братство было расформировано в 1918 году.
В настоящее время в храме Воскресения Христова проводятся молебны о избавлении от пьянства и другая трезвенническая деятельность в память о его прошлом.

## Методы борьбы с пьянством
Методика борьбы с пьянством формировалась на основе идей Сергея Александровича Рачинского.
Для пропаганды трезвости общество применяло беседы, листовки, периодические журналы.
Основной формой борьбы с пьянством являлось принесение трезвеннического обета в храме на определённый срок или на всю жизнь. Члены братства контролировали выполнение обета друг другом. После принесения обета трезвенник привлекался к церковной жизни — участию в богослужениях и пению в церковном хоре. С членами общества и их семьями велась обширная образовательная и культурно-просветительская деятельность.